# 林溪

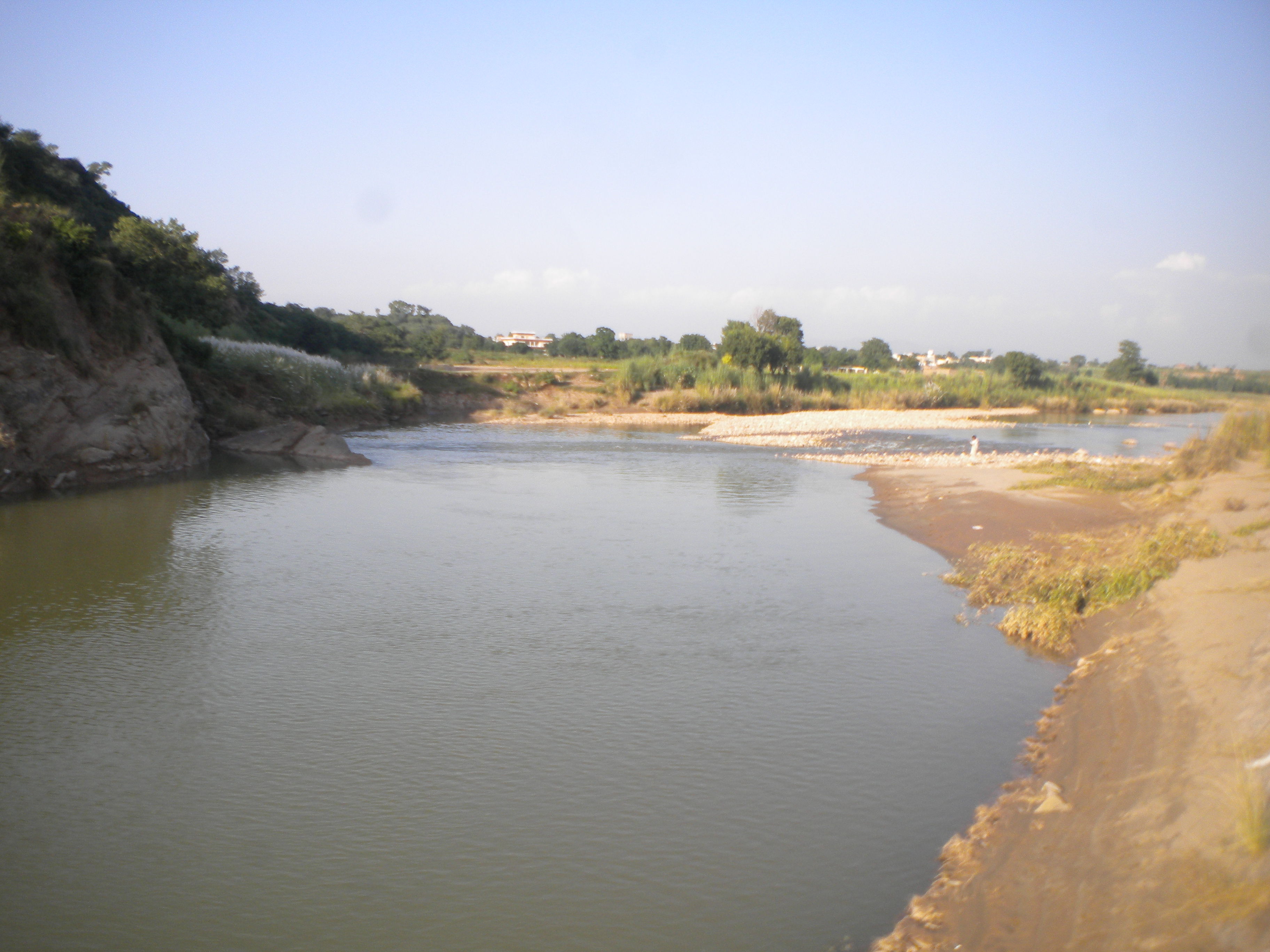
林溪

林溪（Ling Stream），巴基斯坦北部波托哈高原的一條河流，為索安河左岸支流。它發源於旁遮普省拉瓦爾品第縣東北部丘陵地，幹流向西南流經卡胡塔後，切割穿越斜向丘陵地，最終於昔哈拉（Sihala）注入索安河。連接伊斯蘭馬巴德與自由克什米爾的道路經過它兩次。
33°32′28.8″N 73°11′11.0″E / 33.541333°N 73.186389°E